# 小行星24211
小行星24211（24211 Barbarawood）是一颗绕太阳运转的小行星，为主小行星带小行星。该小行星于1999年12月19日发现。

## 轨道参数
小行星24211的轨道半长轴为339 555 079 km，2.2697532 UA，离心率为0.113。